# 독학학위제
독학학위제는 독학자에게 학사 학위 취득의 기회를 부여하기 위해 국가가 시험에 합격한 사람에게 학사 학위를 수여하는 제도이다. 이 제도로 취득한 학사 학위를 독학사라 한다. 영어로는 Bachelor's Degree Examination for Self-Education System이라고 한다. 중화인민공화국의 고등교육자학고시를 모델로 하여 한국에 도입되었다.

## 독학사 취득까지의 과정
시험 단계는 총 4단계이다. 1단계는 교양과정 인정시험, 2단계는 전공기초과정 인정시험, 3단계는 전공심화과정 인정시험, 4단계는 학위취득 종합시험이다. 각 단계마다 일정한 응시 자격이 있으며, 이들 자격을 만족하면 단계를 건너뛰어도 된다. 4단계까지 합격하면 학위를 취득하게 된다. 시험은 단계마다 일 년에 한 번씩 치러진다.

독학에 의한 학위취득에 관한 법률이 2015년 3월 27일 일부 개정됨에 따라 고졸 검정고시 등 고등학교 졸업 이상의 학력을 가진 사람이면 2016년부터 누구나 1 - 3 과정 시험에 응시할 수 있게 바뀌었다.

## 독학사 취득 효과
4단계 학위취득 종합시험에 합격하면 교육부 장관 명의의 독학학위제 학사학위를 취득한다. 1~3단계 시험 성적은 각 과목별로 60점 이상으로 합격 여부만을 결정하며, GPA가 포함된 성적표가 발급되는 최종 성적은 4단계 시험인 학위취득 종합시험의 성적이 반영된다. 학점은행제는 학점에 대한 호환이 가능하여, 독학학위제에서 합격한 과목은 학점은행제에서 과목당 4 - 5 학점으로 인정받을 수 있다.

## 전공
- 국어국문학
- 영어영문학
- 심리학: 2014년 개설
- 경영학
- 법학
- 행정학
- 유아교육학(3-4단계): 관련학과 2-3학년을 수료한 사람만 응시 가능.
- 가정학
- 컴퓨터과학: 정보처리기사 소지자는 4단계부터 응시 가능.
- 간호학(4단계): 간호학 전문학사 보유자나 4년제 간호학과의 3학년을 수료한 자만 응시 가능.

### 폐지된 학과
2006년도에 3개의 학과가 폐지되었다. 2006년도 이전에 학적 번호를 부여받은 자는 2025년까지 시험을 칠 수 있다.
- 중어중문학
- 수학
- 농학

정보통신학 전공은 2022년 교육부공고 제2022-52호로 폐지되었다. 유예기간을 둬서 3단계는 2025년, 4단계는 2026년까지 응시 가능하다.
- 정보통신학(3-4단계): 2013년 개설. 정보보안기사 소지자는 4단계부터 응시 가능.

## 과목
원래 1-4단계의 모든 과목에 객관식과 주관식이 있었으나, 2017년도부터 1-2단계는 객관식만 출제한다.

### 교양 과목
1단계 교양 과목과 4단계 교양 과목이 있다.
1단계에서는 국어, 국사, 외국어가 필수 과목이며 외국어는 영어, 일본어, 중국어, 독일어, 프랑스어 중 하나를 선택할 수 있다.
1단계 교양 선택과목은 "심리학개론, 자연과학개론, 문화사(세계사), 일반수학, 초급통계학, 전산개론, 법학개론, 경제학개론, 경영학개론, 국민윤리, 문학개론, 철학개론, 한문, 사회학개론, 교육학개론"의 15과목 중 2과목을 선택 가능하다.
일반 수학, 초급 통계학의 경우 계산 문제도 나오지만, 자연과학 개론에서는 계산 문제는 나오지 않으며 개념을 묻는 문제만 나온다. 과목별 출제 영역과 예시 문제의 경우 https://bdes.nile.or.kr/nile/study/nStudy2_1.do 를 참고하면 된다.
4단계는 국어, 국사, 외국어 중 2과목을 선택하면 된다.

### 전공 과목
2-3단계 시험은 모두 전공 과목이며, 각 학과마다 다른 과목으로 구성되어 있다.
4단계 전공 시험은 2-3단계에서 배운 전공 과목들에 대한 종합 평가 시험이다.

() 안의 숫자는 몇 단계 시험인지를 나타낸다.

#### 영어영문학과
- 문학 관련 과목

영국문학개관 (2)
19세기 영미시 (2)
19세기 영미소설 (2)
영미희곡 1 (2)
미국문학개관 (3)
20세기 영미시 (3)
20세기 영미소설 (3)
영미희곡 2 (3)
- 언어학 관련 과목

영어학개론 (2)
영어음성학 (2)
영어통사론 (3) 
- 기타

중급영어 (2)
고급영어 (3)
영어발달사 (3) 

#### 심리학과
- 생물학 관련 과목

생물 심리학 (2), 동기와 정서 (2)
인지 지각 심리학 (3), 학습 및 기억 심리학 (3)
인지 신경과학 (4)
- 발달과 사회 관련 과목

발달 심리학 (2), 성격 심리학 (2), 학교 심리학 (2)
사회 심리학 (3)
발달 및 사회 심리학 (4)
- 산업과 소비자 관련 과목

산업 및 조직 심리학 (2)
소비 및 광고 심리학 (3)
산업 조직 및 소비자 심리학 (4)
- 임상과 상담 관련 과목

상담 심리학 (2)
이상 심리학 (3), 건강 심리학 (3), 심리 검사 (3)
임상 및 상담 심리학 (4)
- 통계와 연구 과목

심리 통계 (2)
심리학 연구 방법론 (3)

#### 컴퓨터 과학과
정보처리기사 자격증이 있으면 1-3단계의 시험을 면제해준다.
- 수학 관련 과목

이산 수학 (2)
- 컴퓨터 구조 관련 과목

컴퓨터 시스템 구조 (2), 논리 회로 설계 (2)
컴퓨터 시스템 구조 (4)
- 프로그래밍 관련 과목

C 프로그래밍 (2), 객체 지향 프로그래밍 (2), 시스템 프로그래밍 (2), 프로그래밍 언어론 (2)
소프트웨어 공학 (3), 컴파일러 (3), 알고리즘 (3)
- DB 관련 과목

자료 구조 (2)
데이터베이스 (3)
자료 구조 (4)
- 네트워크 관련 과목

컴퓨터 네트워크 (3)
컴퓨터 네트워크 (4)
- OS 관련 과목

운영 체제 (3)
운영 체제 (4)
- 응용 과목

인공 지능 (3), 컴퓨터 그래픽스 (3)

#### 정보통신학과
3-4 단계의 시험만 있으며, 정보보안기사 자격증이 있으면 3단계의 시험을 면제해준다.
- 컴퓨터 구조 관련 과목

회로이론(3), 임베디드 시스템(3)
전자 회로(4)
- 통신 관련 과목

데이터통신(3), 이동통신시스템(3), 정보통신기기(3), 정보통신이론(3)
정보통신시스템(4), 멀티미디어통신(4)
- 보안 관련 과목

정보보안(3)
네트워크및보안(4)
- 프로그래밍 관련 과목

네트워크프로그래밍(3)

### 2020년도 시험 과목 및 영역 변경
2020년도부터 시험 과목과 출제 영역이 변경된다. 순전히 학술적인 내용보다는 실용적인 내용으로 바뀌고, 현대에 맞지 않는 내용은 빼고 현재 많이 쓰이는 영역으로 대체되었다.

1단계 중국어 과목에서 중화민국에서만 쓰고, 중화인민공화국에서는 쓰지 않는 주음 부호 영역이 빠진다.
4단계 "영어" 과목이 "실용영어" 과목으로 바뀌며 편지, 인터뷰, 전화, 이메일, 보고서 등 일상 생활에서 자주 쓰이는 영어 위주로 출제된다.
1단계 "전산개론" 과목이 "컴퓨터의 이해" 과목으로 바뀌며 요즘 시대에 맞추어 정보 보안, 해킹, 모바일, 사물 인터넷, 클라우드, 빅 데이터, 인공 지능 등의 내용이 들어간다.
1단계 "자연과학개론" 과목이 "자연과학의 이해" 과목으로 바뀌며 고대, 중세, 근대, 현대 과학이 모두 비슷한 비중으로 나오던 것이 근대 및 현대 과학 위주로 출제된다.
1단계 "초급통계학" 과목이 "기초통계학" 과목으로 바뀌며 비모수통계 내용이 빠지고, 일원배치법만 나오던 분산 분석이 이원배치법도 나오며 초기하 분포와 포아송 분포가 시험 영역에 추가되었다.

출제 영역만 공개되고, 예시 문제는 공개되지 않았다. 난이도나 문제 스타일은 별도의 공지가 없었으므로 현재와 유사할 것으로 예상된다.

## 교재 선택
교재는 저자명이 "편집부"로 된 교재보다는 해당 분야 석사나 박사가 쓴 교재가 좋다.
독학사 전용 교재가 없는 과목의 경우, 대학 전공 교재, 방통대 교재, 공무원 시험 문제집, 수능 시험 문제집 등으로 공부해야 한다.

### 심리학 전공 교재
심리학 전공의 경우 생물심리학, 심리 통계, 심리학 연구방법론, 심리 검사, 4개 과목의 교재가 없었다.
현재는 심리 검사의 경우 시대고시기획에서 출판한 독학사 교재가 하나 있다.
생물심리학, 심리학 연구방법론, 심리 검사 과목의 경우, 와이제이 학사고시에서 만든 이론서와 문제집이 있었지만, 현재 온라인 쇼핑몰에서는 절판된 상태이며, 자사 웹사이트에서만 판매한다. 교재만 따로 구입 가능한지, 온라인 강의를 수강하는 경우에만 구매 가능한지는 확인할 수 없었다.

## 독학학위제 시험 일정
2020년도 독학사 시험 일정
|             | 1단계     | 2단계     | 3단계    | 4단계     |
| 원서 접수   | 1/16-1/23 | 4/14-4/24 | 7/3-7/10 | 9/18-9/25 |
| 수험표 출력 | 2/14      | 5/15      | 7/31     | 10/16     |
| 시험일      | 2/23      | 5/24      | 8/9      | 10/25     |
| 합격자 발표 | 3/16      | 6/15      | 9/7      | 11/23     |

## 독학사 시험 시간
1단계 "교양과정 인정시험"
| 1교시 | 국어, 국사      | 100분 |
| 2교시 | 외국어          | 50분  |
| 점심  | -               | 50분  |
| 3교시 | 교양 선택 2과목 | 100분 |

1단계 시험은 다섯 과목 모두 합격해야 한다.

2단계 "전공기초과정 인정시험"
| 1교시 | 전공 2과목 | 100분 |
| 2교시 | 전공 2과목 | 100분 |
| 점심  | -          | 50분  |
| 3교시 | 전공 2과목 | 100분 |
| 4교시 | 전공 2과목 | 100분 |

2단계 시험은 각 전공마다 시험과목이 다르며 8과목 중 6과목 이상 합격하면 된다.

3단계 "전공심화과정 인정시험"
2단계 시험과 동일하며 8과목 중 6과목 이상 합격하면 된다.

4단계 "학위취득 종합시험"
| 1교시 | "국어, 국사, 외국어" 중 2과목 | 120분 |
| 2교시 | 전공 2과목                    | 120분 |
| 점심  | -                             | 50분  |
| 3교시 | 전공 2과목                    | 120분 |

4단계 시험은 6과목 모두 합격해야 하며, 4단계 시험의 성적만으로 성적표가 나간다. 1-3단계 시험은 별도의 성적이 없이 Pass or Fail로만 취급된다. 1-3 단계 시험의 경우 무조건 과목별 합격제이지만, 4단계 시험의 경우 총점 합격제를 선택할 수도 있다. 총점 합격제는 4단계의 모든 과목의 총점의 평균이 60점 이상일 경우 일부 과목이 60점이 안 돼도 합격이 가능한 제도이다. 과목별 합격제는 각 과목별로 60점 이상인 과목만 합격이지만, 다음 해에 모든 과목의 시험을 볼 필요 없이, 60점 미만인 과목만 다시 시험을 치르면 되는 제도이다. 일반적으로 4단계 시험을 치는 첫해에는 총점 합격제로 접수하고, 다음해부터는 과목별 합격제로 접수한다.

1교시에 응시하는 사람은 1교시 시작 시각인 9시보다 30분 먼저인 8:30까지 입실해야 한다. 2-4 교시 응시자는 각 시험 시작 시각보다 20분 먼저 입실해야 한다.
1-3단계 시험은 시험 시작 후 40분이 지나면 퇴실이 가능해진다. 단, 4단계 시험은 50분이 지나야 퇴실이 가능하다.
또한 1-3단계 시험은 한 과목 응시자는 50분이 지나면 무조건 나가야 한다. 4단계 시험에서 한 과목 응시자는 60분이 지나면 나가야 한다.
나가서 점심을 먹고오기에는 시간이 빠듯하므로 집에서 미리 점심을 준비해와야 한다.
수험표, 신분증, 컴퓨터용 싸인펜, 검은색 또는 파란색 볼펜을 준비해와야 하며, 시험 접수증과 수험표는 다르므로 혼동하지 말아야 한다. 객관식 답안은 수정 테이프로 수정할 수 없고, 답안지를 통째로 교체해야 한다. 주관식 답은 검은색 또는 파란색 볼펜으로 작성해야 한다.
문제는 비공개이므로 시험 종료 후 시험지를 수거해간다.

## 독학학위제 문제점 비판
2003년 9월 3일 교육인적자원부 산하 독학학위검정원이 국회 교육위 소속 한나라당 김정숙 의원에게 제출한 자료에 따르면 지난 3년간 전문대 졸업자나 일반대 중퇴자로 독학학위에 지원한 1만4510명중 1~2년 만에 학위를 취득한 경우는 445명밖에 되지 않았다.
이에 대해 김정숙 의원은 “독학학위 지원자들이 제대로 학위를 취득하려면 6~10년은 걸려야하는데도 독학학위의 학습분량과 소요학습 기간에 대한 정확한 정보를 접하지 못하거나 1~2년이면 학위를 취득할 수 있다는 등의 과대광고에 속는 경우가 많다”며 “어려운 사정 때문에 일반대 중퇴자들까지 독학학위 취득에 나서고 있는 만큼 교육부는 제도를 개선하고 운영을 효율화하는 등 대책을 세워야 한다”고 지적한 적이 있다.
그러나 2007년 평생교육법이 전부 개정되고, 2008년 국가평생교육진흥원이 설립되면서 국가 평생교육 사업이 본격화되었다.
이에 따라 2008년 18,412명에서 2012년 38,476명으로 지원자가 급격하게 증가하였다.
또한 국가평생교육진흥원은 지속적인 제도 운영개선과 내실화를 통해 76%의 독학학위취득자가 독학학위 취득에 대해서 만족한다고 응답했다.
그럼에도 불구하고 독학학위제를 유지, 관리하는데 투입되는 재정적 여건이 빈약하고 사업관리 인력 또한 안정적인 제도 운영에 부족한 실정으로 학습자의 선택(전공 분야 및 경직된 응시 자격 등)이 제한되어 있다는 것이 한계점으로 드러나고 있다.

### 졸업 논문 없이 졸업
시험만으로 학사 학위가 나오는 대한민국의 독학사와는 달리, 중국의 고등교육자학고시는 4단계 평정 시험 후에, 5단계 졸업 논문이 통과되어야 학사 학위를 받을 수 있다.

## 통계

### 합격자 연령 분포
2001년 시험에서는 고교 입학 나이인 17세에 법학사 학위를 취득한 사례가 있고,
2002년 시험에서는 74세의 고령자가 행정학사 학위를 취득한 사례가 있었다.
2014년 학위수여식에서 국어국문학으로 독학학위제 학사학위를 취득한 78세의 최고령 합격자가 2014년 독학학위제 특별상 수상자가 되기도 하였다.
독학학위과정이 시작된 1992년 이후 초창기에는 학위 취득자가 대부분 30대 이상 직장인이었으나 10회 독학사 중에는 20대가 411명으로 54.4%를 차지했다. 교육부 관계자는 “매년 학위 취득자의 20∼30%는 대학원 진학, 학사편입 등을 통해 학업을 계속 이어가고 있다”고 말했다.
2013년까지의 연령별 독학학위제 학적보유자는 20대가 37.8%(42,635명)로 가장 많고, 40대가 28.4%(32,090명), 30대가 23.5%(26,573명)으로 집계된다.
(국가평생교육진흥원, 2013, 독학학위정보시스템DB)

### 2014년도 합격자 전공별, 연령별 통계
교육부는 2014년 2월 25일 서울 서초구 더케이호텔에서 "2014년 학점은행제 독학학위제 학위수여식"을 개최했다.
독학학위제로 최종 학위를 취득한 사람은 961명으로, 1992년 147명 독학학위제 학위취득자 배출 이래로 2013년까지 총15,345명이 되었다.
2013년까지의 전공별 학위취득 현황은 영어영문학이 2,736명으로 가장 많이 취득하였으며, 다음으로 컴퓨터과학 전공이 2,347명으로 많은 인원 수를 배출하였다.
또한 독학사는 유아교육 또는 간호학 관련 전문대 졸업생이 가장 단시간에 4년제 학사학위를 취득할 수 있는 유일한 방법가 되므로, 유아교육학과 간호학 전공은 꾸준한 수요가 나타나고 있다. 2013년까지 유아교육학 전공은 2,246명에게, 간호학은 1,730명에게 독학사 학위가 수여되었다.
2013년 정보통신학 3~4단계가 개설되고, 2014년 심리학이 신규로 증설됨에 따라 향후 지속적인 학습자 확대가 예상된다.

## 연혁
- 1990년 4월 7일 독학에의한학위취득에관한법률 공포 (법률 제4227호)
- 1990년 6월 20일 중앙교육평가원에 학위검정부 설치(독학에의한 학위취득업무 관장)
- 1993년 2월 10일 제1회 학사학위 수여(147명)
- 1998년 1월 1일 "교육부와 그 소속기관 직제 개정"으로 국립교육평가원이 관장하던 독학학위취득업무를 한국방송통신대학교로 이관
- 2001년 9월 1일 한국방송통신대학교 학칙개정으로 "독학학위검정부"를 "독학학위검정원"으로 조직개편
- 2008년 2월 15일 "평생교육법 전부개정"으로 한국방송통신대학이 관장하던 독학학위취득업무를 평생교육진흥원으로 이관
- 2013년 정보통신학 전공 증설
- 2014년 심리학 전공 증설

## 같이 보기
- 고등교육자학고시 (중국)
- 학점은행제
- 한국방송통신대학교
- 사이버대학
- 국가평생교육진흥원